# Route Pujun-Nord (métro de Foshan)
Le Route Pujun-Nord (chinois : 普君北路 ; pinyin : pǔjūnběi lù) est une station de la ligne Guangfo du métro de Foshan, dans la province de Guangdong, en Chine.

## Situation sur le réseau
La station Route Pujun-Nord se situe entre Chao’an (zh) et le Temple ancestral.

## Services aux voyageurs

### Desserte
La station dispose d'un quai central encadré par les deux voies de la ligne.

### Accès et accueil
La station dispose cinq bouches:
|        |                                        |                                                                         |
| Sortie | Accessibilité                          | Destinations les plus proches                                           |
| A      |                                        | Arrêts d’autobus Parc Zhaoxiang Musée de l’opéra cantonais du Guangdong |
| B      | Surface podotactile Escalier mécanique | Arrêt d’autobus                                                         |
| C      | Surface podotactile Ascenseur Rampe    | Arrêt d’autobus                                                         |
| D      |                                        | (Fermée temporairement)                                                 |
| E      | Escalier mécanique                     |                                                                         |

## Histoire
Cette station existe dans le plan initial de la ligne Guangfo, publié en 2002. Le chantier fut isolé et la construction commença en novembre 2007.
Le 28 et le 29 octobre 2010, la station ainsi que la 1re phase de la ligne Guangfo effectuait un essai, pendant quel les passagers voyageaient gratuitement. Le 3 novembre, la station est mis en service formellement.
Pendant les premières années après l’inauguration de la station, son achalandage fut faible parce que beaucoup des résident[e]s durent être déménagés pour la construction. Cependant, après l’inauguration des nouveaux bâtiments résidentiels et des nouveaux centres commerciaux, l’achalandage de la station commença à augmenter。.